# Carlo Agostini (patriarcha)
Carlo Agostini (ur. 22 kwietnia 1888 w San Martino di Lupari, zm. 28 grudnia 1952 w Wenecji) – włoski duchowny rzymskokatolicki, biskup, patriarcha Wenecji, kardynał-nominat.

## Biografia
Carlo Agostini urodził się 22 kwietnia 1888 w San Martino di Lupari we Włoszech. 24 września 1910 z rąk biskupa Treviso bł. Andrzeja Jacka Longhina OFMCap otrzymał święcenia prezbiteriatu i został kapłanem diecezji Treviso.
30 stycznia 1932 papież Pius XI mianował go biskupem Padwy. 10 kwietnia 1932 przyjął sakrę biskupią z rąk biskupa Treviso bł. Andrzeja Jacka Longhina OFMCap. Współkonsekratorami byli arcybiskup Florencji Elia Dalla Costa oraz biskup Cenedy Eugenio Beccegato. 8 maja 1932 bp Agostini odbył ingres do katedry w Padwie.
5 lutego 1949 papież Pius XII mianował go patriarchą Wenecji. Patriarcha Agostini zmarł 28 grudnia 1952. Dwa tygodnie później, 12 stycznia 1953, podczas konsystorza miał zostać mianowany kardynałem.